# Babiak (gmina)
Babiak (do 1954 gmina Lubotyń) – gmina wiejska położona w województwie wielkopolskim, w północnej części powiatu kolskiego. W latach 1975–1998 administracyjnie należała do województwa konińskiego.
Siedzibą władz gminy jest Babiak. W 2016 roku gminę zamieszkiwały 8004 osoby.

## Historia
W latach 1815–1954 teren dzisiejszej gminy Babiak stanowiła wiejska gmina Lubotyń. Do gminy tej w 1870 roku przyłączone zostały pozbawione praw miejskich Brdów i Babiak. W latach 1954–1973 teren obecnej gminy dzielił się na gromady. 
Gminę Babiak utworzono 1 stycznia 1973 roku.

## Krajobraz
Gmina geograficznie położona jest na Pojezierzu Kujawskim. Rzeźba terenu polodowcowa, urozmaicona pagórkami i jeziorami. Największym zbiornikiem wodnym jest Jezioro Brdowskie, położone we wschodniej części gminy. Jego północno-wschodni brzeg stanowi naturalną granicę z województwem kujawsko-pomorskim. Krajobraz ponadto zdominowany jest przez pola uprawne i lasy. Największe obszary leśne znajdują się w południowo-wschodniej części gminy.  

## Transport
Przez gminę przebiega droga wojewódzka nr 270 (Koło – Brdów – Włocławek). W Bugaju krzyżuje się z drogą wojewódzką nr 263 (Kłodawa – Babiak – Kleczew). Przez północne krańce przebiega także droga wojewódzka nr 269 (Sompolno – Chodecz).
Przez gminę przebiega także linia kolejowa Tczew – Chorzów Batory, na której znajdują się dwie stacje kolejowe: Babiak i Lipie Góry.

## Struktura powierzchni
Według danych z roku 2002 gmina Babiak ma obszar 133,58 km², w tym:
- użytki rolne: 70%
- użytki leśne: 19%

Gmina stanowi 13,21% powierzchni powiatu.

## Demografia

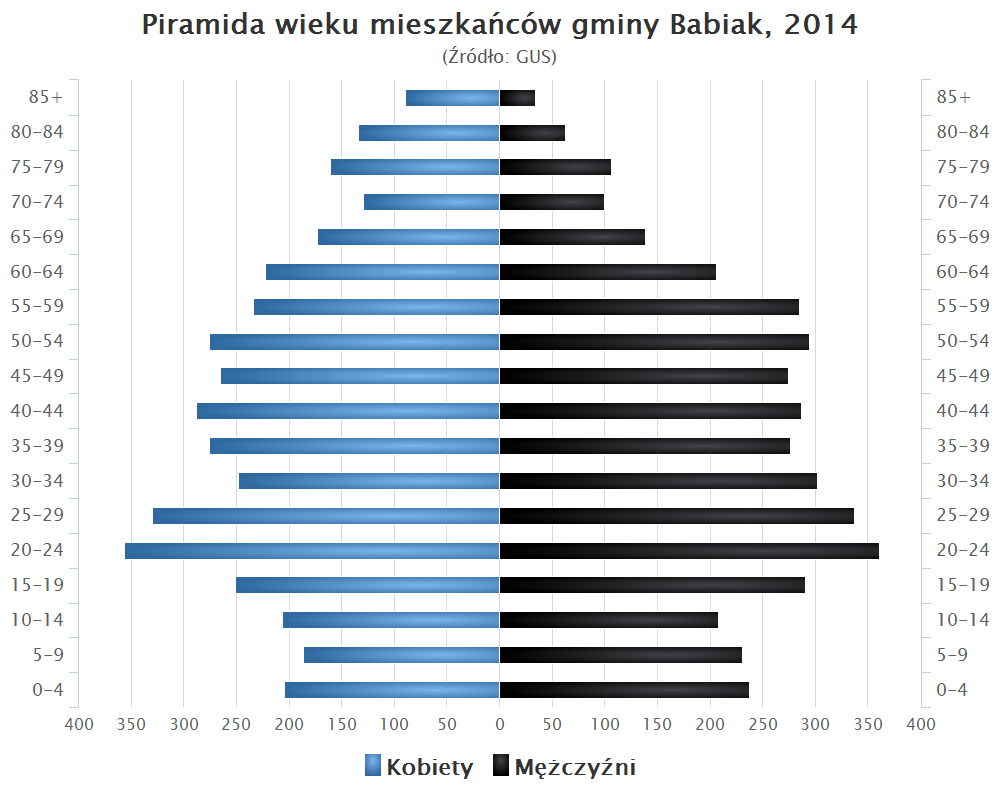
Piramida wieku mieszkańców gminy Babiak w 2014 roku

Dane z 30 czerwca 2004:
| Opis                              | Ogółem | Ogółem | Kobiety | Kobiety | Mężczyźni | Mężczyźni |
| --------------------------------- | ------ | ------ | ------- | ------- | --------- | --------- |
| Jednostka                         | osób   | %      | osób    | %       | osób      | %         |
| Populacja                         | 7901   | 100    | 3995    | 50,6    | 3906      | 49,4      |
| Gęstość zaludnienia [mieszk./km²] | 59,1   | 59,1   | 29,9    | 29,9    | 29,2      | 29,2      |

## Zabytki
- Brdów:

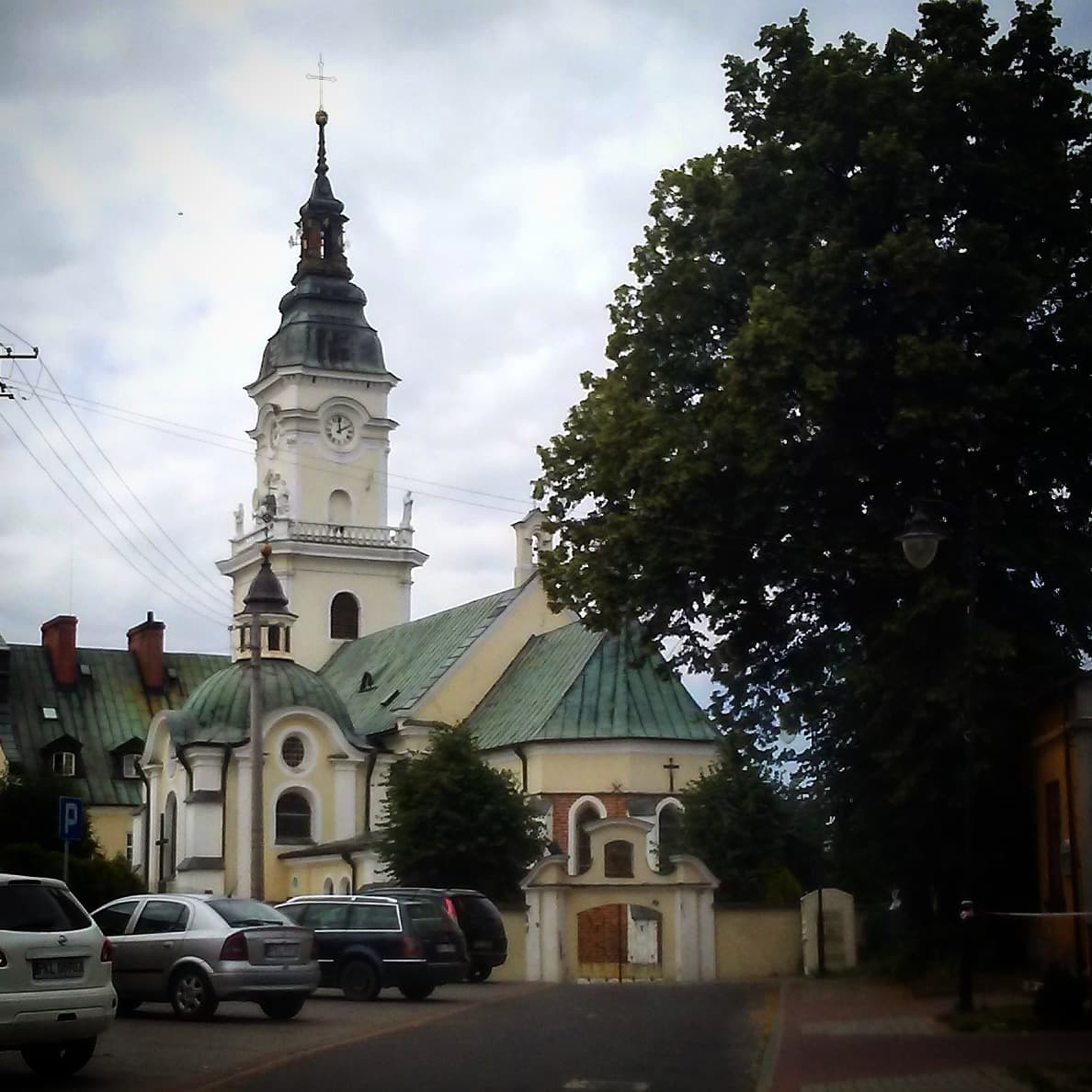
Kościół św. Wojciecha w Brdowie

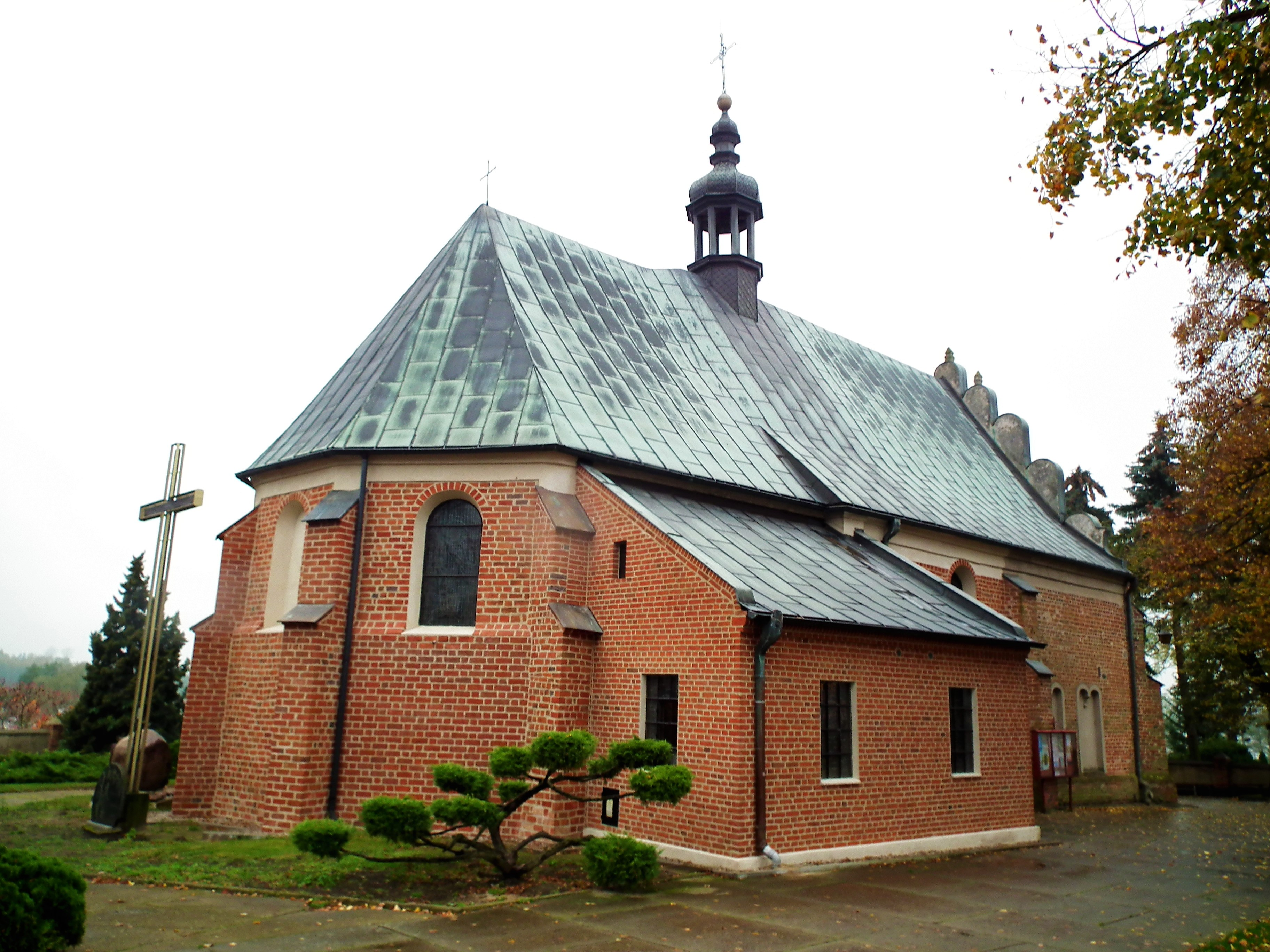
Kościół św. Wawrzyńca w Lubotyniu

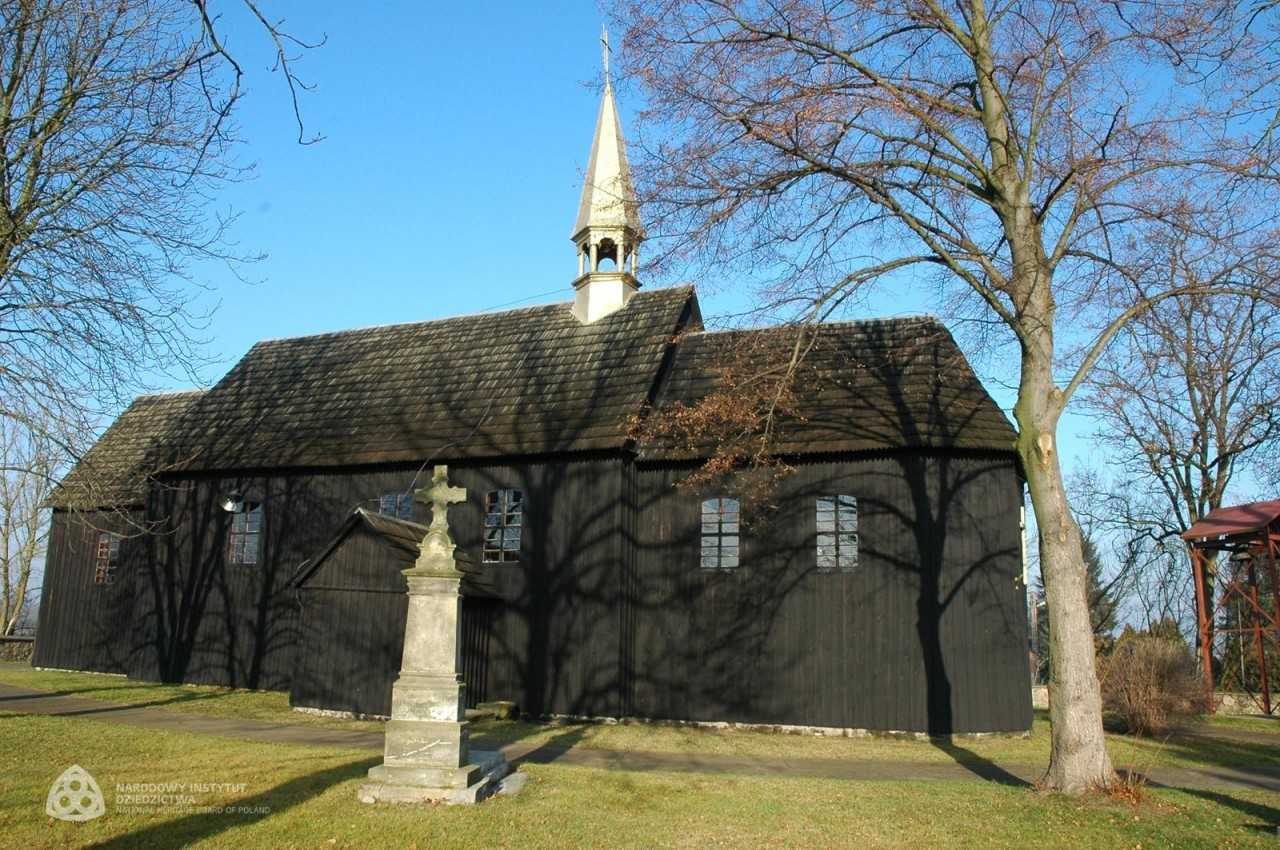
Kościół św. Michała Archanioła w Dębnie Królewskim

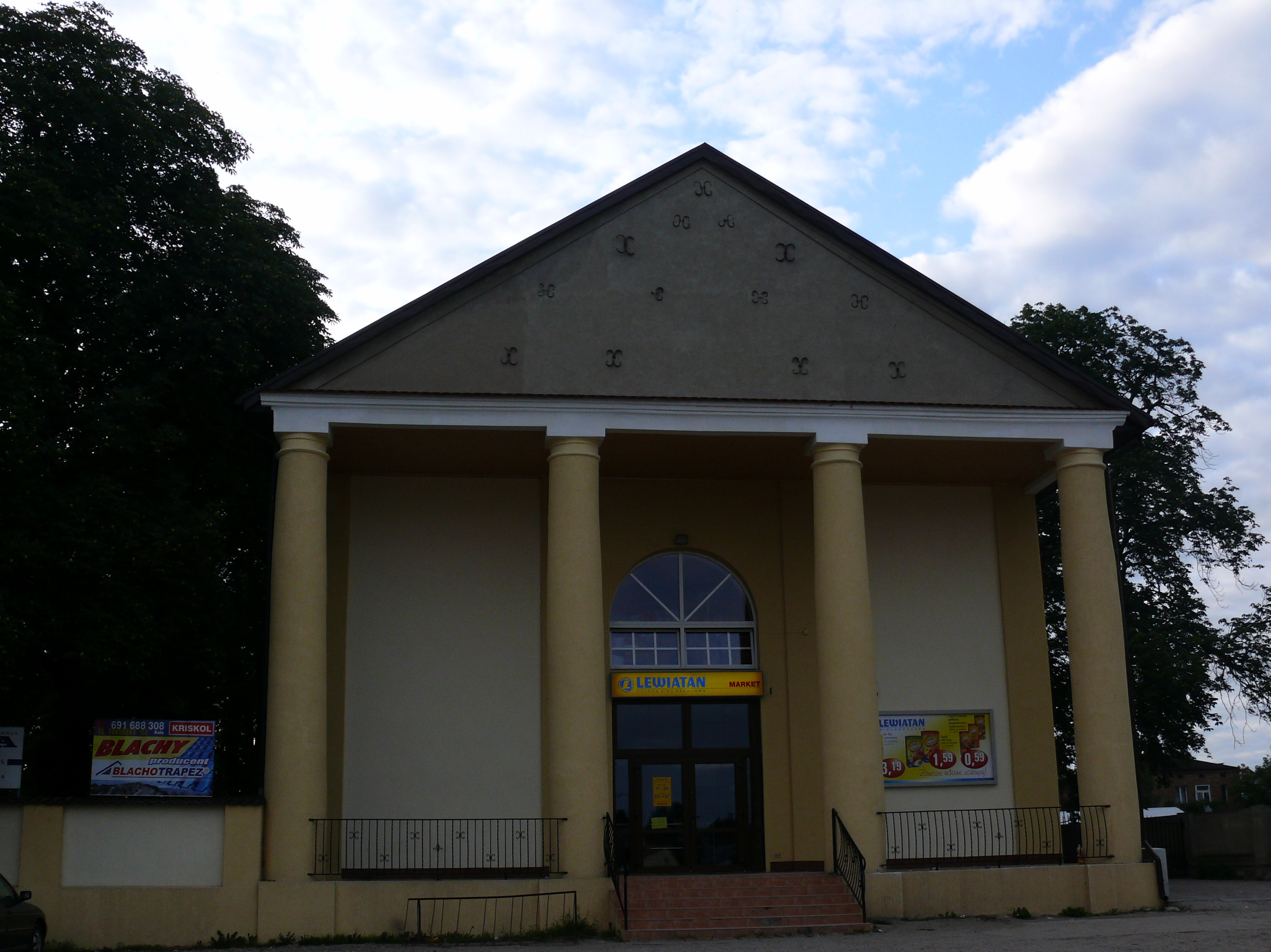
Dawny kościół ewangelicki w Babiaku

  - Kościół św. Wojciecha (Sanktuarium Matki Bożej Zwycięskiej) – wzmiankowany w XIV wieku, pierwotnie gotycki, zbarokizowany i odnowiony ostatni raz w latach 1748–1758. Neobarokowa kaplica św. Piotra dobudowana do świątyni w latach 1913–1914 według projektu Józefa Dziekońskiego. We wnętrzu m.in. obraz Marii z Dzieciątkiem z przełomu XV/XVI wieku, chrzecielnica z XVII wieku, trzy ołtarze z poł. XVIII wieku, rokokowa ambona.
  - Klasztor paulinów – ufundowany w 1436 przez króla Władysława Warneńczyka; barokowy z końca XVII wieku.
  - Cmentarz parafialny – założony w 1790 roku, m.in.: zbiorowa mogiła 70 powstańców walczących w bitwie pod Brdowem w 1863 roku. Ponadto na cmentarzu zachowały się nagrobki z XIX i pocz. XX wieku.

- Lubotyń:
  - Kościół św. Wawrzyńca – ufundowany przez kasztelanową Jadwigę Sierakowską; wzniesiony w latach 1612–1620. We wnętrzu m.in. ołtarz główny z pocz. XVIII wieku oraz epitafium z 1640 roku.

- Dębno Królewskie:
  - Kościół św. Michała Archanioła – drewniany z 1766 roku. We wnętrzu m.in. ołtarz główny z 2 poł. XVIII wieku oraz żelazny żyrandol z 1799 roku.

- Babiak:
  - Dawny kościół ewangelicki – późnoklasycystyczny z 1823 roku.

- Bogusławice:
  - Dwór – poł. XIX wieku.

- Mchowo:
  - Dwór – poł. XIX wieku.

- Wiecinin:
  - Dwór – zbudowany w 1880 roku.

- Lipie Góry:
  - Mogiła ofiar II wojny światowej z 1939 roku.

## Parafie katolickie
Na terenie gminy znajdują się cztery kościoły parafialne obrządku rzymskokatolickiego. Wszystkie one wchodzą w skład diecezji włocławskiej.
- Dekanat izbicki
  - Parafia Przemienienia Pańskiego w Babiaku
  - Parafia św. Wojciecha w Brdowie – Sanktuarium Matki Bożej Zwycięskiej
  - Parafia św. Michała Archanioła w Dębnie Królewskim
- Dekanat sompoleński
  - Parafia św. Wawrzyńca w Lubotyniu

## Szkolnictwo
- przedszkola:
  - Przedszkole Samorządowe w Babiaku
  - Przedszkole Samorządowe w Bogusławicach
  - Przedszkole Samorządowe w Brdowie

- szkoły podstawowe:
  - Szkoła Podstawowa im. Mikołaja Kopernika w Babiaku
  - Szkoła Podstawowa im. Wincentego Witosa w Bogusławicach
  - Szkoła Podstawowa im. Powstańców Styczniowych w Brdowie

## Służba zdrowia
Na terenie gminy funkcjonują następujące ośrodki zdrowia:
- Niepubliczny Zakład Opieki Zdrowotnej Eskulap s.c. w Babiaku, ul. Poznańska 6
- Niepubliczny Zakład Opieki Zdrowotnej Eskulap s.c. w Brdowie, ul. Braterstwa Broni 23

## Straż pożarna
Na terenie gminy działają następujące jednostki straży pożarnej:
- OSP Babiak (rok zał. 1905)
- OSP Brdów (rok zał. 1912)
- OSP Dębno Królewskie (rok zał. 1928)

## Policja
Posterunek policji mieści się w Babiaku przy ul. Poznańskiej 5A.

## Instytucje Kultury
Gminny Ośrodek Kultury (rok zał. 1971) mieści się w Babiaku przy ulicy Poznańskiej 2. 

## Sołectwa
Babiak, Bogusławice, Bogusławice-Nowiny, Brdów, Brzezie, Dębno Królewskie, Dębno Poproboszczowskie, Góraj, Janowice, Korzecznik-Podlesie, Korzecznik-Szatanowo, Lichenek, Lipie Góry, Lubotyń, Maliniec, Mchowo, Mostki-Kolonia, Nowiny Brdowskie, Osówie, Ozorzyn, Podkiejsze, Polonisz, Psary, Radoszewice, Stare Morzyce, Stypin, Wiecinin, Zakrzewo, Zwierzchociny, Żurawieniec.

## Miejscowości niesołeckie
Bugaj, Gryglaki, Józefowo, Kiejsze (wieś), Kiejsze (osada leśna), Krukowo, Lucynowo, Łaziska, Olszak, Psary (osada leśna), Stefanowo, Suchy Las, Wawrzyny, Zakrzewo (osada).

## Sąsiednie gminy
gmina Grzegorzew, gmina Izbica Kujawska, gmina Kłodawa, gmina Koło, gmina Osiek Mały, gmina Przedecz, gmina Sompolno, gmina Topólka, gmina Wierzbinek